# Armand Nass
Pour les articles homonymes, voir Matthias Nass.
Armand Nass, né le 9 janvier 1919 à Hagondange et mort le 7 juin 2008 à Moyeuvre-Grande, est un homme politique français.

## Biographie
Fils d'un artisan du bâtiment et d'une commerçante, Armand Nass suit des études secondaires, puis supérieures à la faculté de Droit de Nancy, dont il sort diplômé en économie politique.
Mobilisé au début de la Seconde Guerre mondiale comme officier de réserve, il s'installe à Rombas après son retour à la vie civile, et crée une entreprise de chauffage-ventilation et sanitaires, qui prospérera après guerre.
Membre du Centre national des indépendants, c'est sous cette étiquette qu'il est élu conseiller municipal et maire-adjoint de sa commune en 1953. Deux ans plus tard, il est élu maire, mandat qu'il conserve par la suite.
Sa carrière politique prend un peu plus d'ampleur quand il est élu conseiller général de la Moselle dans le canton de Rombas, en 1967, sous l'étiquette des Républicains indépendants. Suppléant du député Raymond Mondon, il le remplace à l'Assemblée nationale lorsque celui-ci est nommé ministre des transports, en juin 1969.
À la suite du décès prématuré de Mondon, en septembre 1970, Armand Nass est le candidat naturel de la majorité aux législatives de 1973, mais dans une circonscription où il est assez mal connu. Il affronte deux candidats centristes, le maire de Metz Jean-Marie Rausch et celui d'Amnéville Jean Kiffer, en plus du socialiste Jean Laurain. Il n'obtient que 15,8 % des voix au premier tour, et est éliminé.
En septembre, le nouveau député Jean Kiffer lui ravit le siège de conseiller général. Quatre ans plus tard, c'est une nouvelle défaite, encore plus amère, puisqu'il perd la mairie de Rombas au profit du socialiste Marcel Jehl.
Nass se consacre alors à ses activités professionnelles et para-professionnelles au sein des organismes de la Fédération nationale du bâtiment.